# Pterotaea depromaria
Pterotaea depromaria là một loài bướm đêm trong họ Geometridae.